# Nursing a Viper

Nursing a Viper est un film muet américain réalisé par D. W. Griffith, sorti en 1909.

## Fiche technique
- Titre : Nursing a Viper
- Réalisation : D. W. Griffith
- Scénario : D. W. Griffith & Frank E. Woods
- Société de production et de distribution : American Mutoscope and Biograph Company
- Photographie : G. W. Bitzer
- Pays de production :  États-Unis
- Durée : 10 minutes
- Date de sortie : 4 novembre 1909

## Distribution
- Arthur V. Johnson
- Marion Leonard
- Frank Powell
- Henry Lehrman
- Owen Moore
- Mack Sennett
- James Kirkwood
- Anthony O'Sullivan
- Billy Quirk